# Margarita Marqués Martínez
Margarita Marqués Martínez va néixer a León l'any 1971 i es va llicenciar en Veterinària l'any 1994. Al final de la seva es va integrar en el “Grup de Genètica Animal”. El seu projecte de Tesi, dirigit pel Dr. Fermín San Primitivo, va ser mereixedor del Premi Extraordinari de Doctorat en el curs 1998-99 i de l'IV Premi “Marià Rodríguez” per a Joves Investigadors en 1999. Marqués ha sigut l'única científica espanyola seleccionada en un especial de la revista Science sobre dones investigadores en el camp de la biologia.

## Trajectòria professional
El 1999, Margarita Marquès Martínez va aconseguir una beca internacional per anar a Alemanya, on va participar en una línia de recerca sobre el virus del papil·loma humà, implicat en el càncer de coll uterí. També ha treballat en la modificació genètica d'ovella en l'institut escocès pioner a clonar un mamífer, l'ovella Dolly. Per realitzar això, es va centrar en la substitució genètica de la betacaseïna per una altra mena de proteïna d'interès farmacèutic.
Després va obtenir una beca Marie Curie de la Unió Europea que la va portar a treballar durant dos anys en el grup de “Stem cells & Gene targeting”, dirigit per Jim McWhir. A final de l'any 2002, es va incorporar a l'Institut de Desenvolupament Ramader (INDEGSAL) amb un contracte del programa “Ramón y Cajal”.
L'any 2006, va començar a col·laborar amb la Dra. Marín en un estudi sobre la funció dels membres de la família del gen p53 en la biologia de les cèl·lules troncals embrionàries o ESC. En l'actualitat, forma part del grup de recerca ‘Diferenciació Cel·lular i Disseny de Models Cel·lulars’ i és professora en la Facultat de Veterinària.

## Activisme
Margarita Marqués ha estat una forta defensora de les dones en l'àmbit científic. Va concórrer al Programa L’Oréal-Unesco “For Women in Science”, que porta 18 anys visibilitzant a les dones científiques espanyoles i incentivant la vocació per la ciència entre les joves. A més, l'any 2019 va protagonitzar el documental "¿Por qué tan pocas?" amb la finalitat de visibilitzar el paper de les dones espanyoles en el camp la ciència.